# 希利科韋
50°46′22″N 34°34′28″E / 50.77278°N 34.57444°E
希利科韋（烏克蘭語：Хилькове）是位於烏克蘭東北部的村莊，由蘇梅州蘇梅區的萊貝丁市鎮負責管轄。該村處於沃羅日巴河畔，距離巴西夫希納1公里，海拔高度173米，2001年人口14。